# 哈特福德鎮區 (明尼蘇達州托德縣)
哈特福德鎮區（英語：Hartford Township）是位於美國明尼蘇達州托德縣的一個行政鎮區，於1867年設立。

## 地方資料
哈特福德鎮區的面積為90.29平方千米，當中陸地面積為89.67平方千米，而水域面積為0.62平方千米。根據2020年美國人口普查的數據，當地共有人口644人，而人口密度為每平方千米7.13人。